# سوداپت
سوداپت (انگلیسی: Sudapet) شرکت دولتی نفت و گاز سودانی است، که در سال ۱۹۹۷ تأسیس شد.